# Прямой путь (журнал)
«Прямой путь» — российский научно-политический и литературный журнал, орган Русского народного союза имени Михаила Архангела (РНСМА). Выходил в 1909—1914 годах, издавался преимущественно на личные средства основателя РНСМА — депутата Государственной думы Владимира Пуришкевича. 

## История
С 1 мая 1909 года до 20 октября 1912 года выходил как еженедельник, впоследствии — как ежемесячник. С ходу (в № 1 от 1 мая 1909 года) заявив о своей «внепартийности», журнал был вынужден признать, что его «симпатии всецело принадлежат „правым“ членам Государственной Думы». В том же номере были определены и задачи нового издания: «Одна из главных задач журнала, к изданию которого мы приступаем, — давать своим читателям возможно полное и правильное освещение широких, общих вопросов нашей внутренней политики. Так как эти вопросы наиболее ярко преломляются в Государственной думе, то её деятельность будет для нас предметом особого внимания». Это было напрямую связано с тем, что РНСМА, не будучи массовым политическим объединением, открыто претендовал на статус не «уличной», но парламентской организации. Принимая участие в избирательных кампаниях и деятельности Государственной думы, руководители Союза Михаила Архангела таким образом принимали новые «правила игры» и активно вовлекались в парламентскую борьбу. В одном из рекламирующих журнал проспектов содержалось утверждение, что издание «раскрывает злоупотребления и язвы, разъедающие русскую жизнь во всех её областях», «не стесняясь в правдивых выражениях, даёт оценку думской деятельности по заслугам». В соответствии с этой программой, В. Пуришкевич в первом же номере опубликовал статью «Духовные кастраты», содержащую критику «космополитической» политики российского Министерства иностранных дел под руководством Александра Извольского. Издатели мечтали «возродить в „Прямом пути“ „Русский вестник“ Каткова».
С журналом сотрудничали многие известные деятели правомонархического движения в России: Иван Балаклеев, Пётр Березовский, Павел Булацель, Георгий Бутми, Святослав Володимеров, Станислав Глинка-Янчевский, Георгий Замысловский, Валериан Казаринов, Николай Марков, Николай Облеухов, Василий Образцов, барон Михаил Таубе, Василий Скворцов, Николай Тихменев, Лев Тихомиров, Георгий Шечков и другие. Цена годовой подписки по состоянию на начало 1912 года составляла три рубля. «Прямой путь» являлся единственным журналом правого толка, издававшимся в столице.
С марта 1910 года «Прямой путь» выпускался со стихотворным эпиграфом за авторством В. Пуришкевича:

Твой лозунг — Царь и Русский край,

Служа, — умей не пресмыкаться;

Не трусь, когда желаешь драться,

Язвя — забрало подымай!

Помимо публицистики, журнал также публиковал материалы сатирической направленности (карикатуры, стихотворные пародии, юмористические объявления) в специальном приложении «Зверобой», одним из авторов которого был художник Лука Злотников. «Зверобой» стал продолжателем традиций прекративших своё существование популярных правых сатирических изданий — газеты «Виттова пляска» и журнала «Плювиум».
Видное место на страницах «Прямого пути» занимает полемика с политическими противниками Союза Михаила Архангела. В частности, авторами журнала неоднократно поднимался вопрос об отношении к деятельности и мировоззрению русских националистов. В двух последних номерах за 1909 год была опубликована статья товарища (заместителя) председателя Главной палаты РНСМА Н. Облеухова «Монархизм и оппортунизм», в которой националисты были подвергнуты жёсткой и развёрнутой критике. Автор связывал причину их возникновения с потребностью правительства в существовании лоялистской «официальной» партии: «Дело в том, что г. Гучков и Кº неумеренными заигрываниями с кадетами вызвали недовольство во влиятельных кругах петербургского чиновничества... и попали под опалу. Освободилась, так сказать, вакансия официозной партии Государственной Думы, и эту-то вакансию и заняла партия гг. Балашова и Крупенского». Н. Облеухов вменял в вину оппонентам отделение национального самосознания от самодержавных и православных устоев, в результате чего «оставался какой-то безыдейный, безличный зоологический национализм. Предлагалось защищать и служить какой-то неопределённой России, разобщённой с историей и народными идеалами». По мнению автора, националисты могли избежать политического банкротства только путём перехода в черносотенный лагерь: «национальная партия должна признать русскую культуру, должна выставить на своём знамени не только Русскую Россию, но Православие и Самодержавие». Вместе с тем Н. Облеухов выделил также некоторые положительные, с его точки зрения, черты в деятельности «монарических оппортунистов»: националисты представляли собой монархистов «подготовительного класса», и отношение черносотенцев к ним «может быть дружественным и благожелательным. Так или иначе, люди объявляют себя правыми и, видимо, искренне хотят быть таковыми».
Ещё одним свидетельством идеологического противостояния РНСМА с националистами стала сатира на последних, публиковавшаяся на страницах «Прямого пути». В 1910—1913 годах журнал забавлял публику публикациями «Дневника Поля» и «Дневника Литейного националиста» (с 1913 года — «Дневника непременного члена Министерской передней»), создателем которых под псевдонимом «Стрела» был сам В. Пуришкевич. Номинальный автор «Дневников» — Павел (Поль) Дупенский — представлял собой карикатуру на Павла Крупенского, одного из предводителей националистического движения. Накал противостояния был усилен ещё и тем, что в то же время семейства Пуришкевичей и Крупенских схлестнулись в борьбе за дворянское предводительство в Бессарабской губернии.
В сатирических заметках основателя Союза Михаила Архангела Поль Дупенский представал воплощением лицемерия, нарочитого прислужничества и стремления к недобросовестной политической выгоде. Так, однажды Поль решил устроить «национальный обед» с «национальным меню», в котором оказалось блюдо под названием «Суп тортю а-ля Скопин-Шуйский»: «Я поднял тост за традицию. Есть такое слово; что оно обозначает, не пойму, но, говорят, слово хорошее и пить за него принято... За традицию, так за традицию, говорит мой сосед Коко. Лишь бы вино было хорошее, а за что пить, мне всё равно». Поль также считал для себя возможным давать советы министру иностранных дел Сергею Сазонову. По разумению заявленного автора «Дневников», для России было бы желательно основать тройственные союзы: с Сиамом (современным Таиландом), Никарагуа и Лабрадором против Японии на востоке или с Монако, Португалией и Сардинией против Германии и Австро-Венгрии на западе.

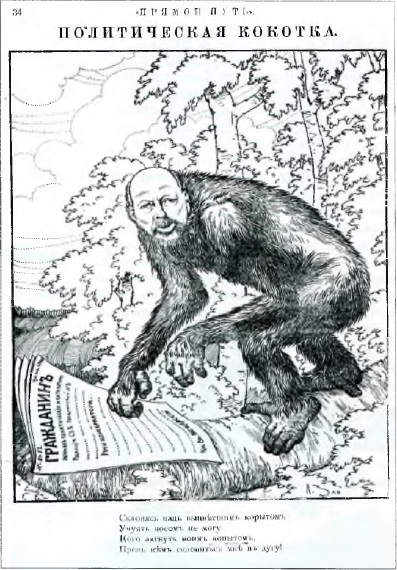
«Политическая кокотка». Карикатура на князя Владимира Мещерского из журнала «Прямой путь» (1911)

Пётр Столыпин дважды вызывал к себе Поля: один раз с просьбой заточить карандаши, и второй — с указанием, как следует голосовать в Государственной думе о парламентском запросе председателю Совета министров (то есть, самому Столыпину) по поводу противоправных действий правительства. Общее политическое кредо персонажа демонстрировали такие строки: «Размышлял о том, кто, собственно, мой хозяин: Гучков, или Столыпин. Пришёл к полному и твёрдому убеждению, что оба, ибо выгод жду от обоих. Чьи фонды крепче, тому я вернее. Так было, так есть, так будет!». В «Дневнике Литейного националиста» Поль объяснял и оправдывал собственное холопство склонностью своих хозяев к воплощению диктатуры азиатского типа: «Всякое правительство, а в особенности Русское, на котором лежит некоторый отпечаток Батыя, любит преданность и, скажем деликатно, приспособляемость».
Будучи лакеем, «Литейный националист» был наделён способностью также примечать прислужничество в других. Так, Поль считал князя Владимира Мещерского воплощением «современного ловкого дельца», у которого можно многому научиться, ведь князь — «старый подлец, подлец опытный, жизнью искривлённый, в передрягах побывавший подлец, до тонкости понимающий людей», который «тонко умеет предугадывать падающего министра и лягать того, чья звезда меркнет». Сам В. Пуришкевич был о В. Мещерском ровно того же мнения. В октябрьском номере журнала за 1911 год идейный вдохновитель РНСМА назвал князя «первым изо всех российских холопов» и охарактеризовал его биографию как «одно сплошное искательство пред сильным и властным». Текст В. Пуришкевича сопровождался карикатурой, озаглавленной «Политическая кокотка» и изображающей В. Мещерского в образе обезьяны.
Один из номеров «Прямого пути» с критикой издаваемой князем газеты-журнала «Гражданин» был выслан В. Пуришкевичем непосредственно В. Мещерскому. Ознакомившись с содержанием конкурирующего издания, князь отослал журнал отравителю с недвусмысленной припиской на обложке: «Возвращается обратно, ибо бумага жёсткая и не удобна для употребления». В. Пуришкевич не стал сносить эту «пощёчину», и, отпечатав на туалетной бумаге тысячу карикатурных портретов В. Мещерского, отправил их издателю «Гражданина» в сопровождении записки соответствующего ситуации содержания: «Входя, князь, в Ваше положение, тороплюсь представить Вам Ваш портрет на бумаге мягкой, которая, даже при изысканности Ваших аристократических привычек, надеюсь, удовлетворит Ваш прихотливый вкус».